# Frasin
Frasinul (Fraxinus) este un gen de plante din familia Oleaceae, originar din regiunile temperate ale emisferei nordice. Cuprinde circa 65-75 specii de arbori și câteva de arbuști. Specia comună în Europa, răspândită și în România, este Fraxinus excelsior.

## Caracteristici
Atinge înălțimea de 40 metri. Tulpina sa prezintă în partea tânără scoarță de culoare cenușie-verzuie, iar în partea bazală de culoare cenușiu-negricioasă. Are frunze imparipenate, compuse din 7-13 foliole sesile. Înflorește în luna aprilie, înainte de apariția frunzelor. Florile nu au nici caliciu, nici corolă, iar androceul este redus la două stamine; pe același individ se găsesc flori mascule, femele și hermafrodite. Fructul este aripat (samară).

## Utilizare
Frasinul crește relativ repede și produce un lemn foarte valoros pentru industria mobilei și pentru industria materialelor sportive. Scoarța și frunzele sale își găsesc întrebuințări în medicina naturistă.

## Specii
- Frasin american (Fraxinus americana L.)
- Frasin de câmp (Fraxinus angustifolia Vahl.)
- Frasin comun  (Fraxinus excelsior L.)
- Mojdrean (Fraxinus ornus L.)
- Frasin de Pensilvania (Fraxinus pennsylvanica Marsh.) numit și Frasin verde

## Imagini

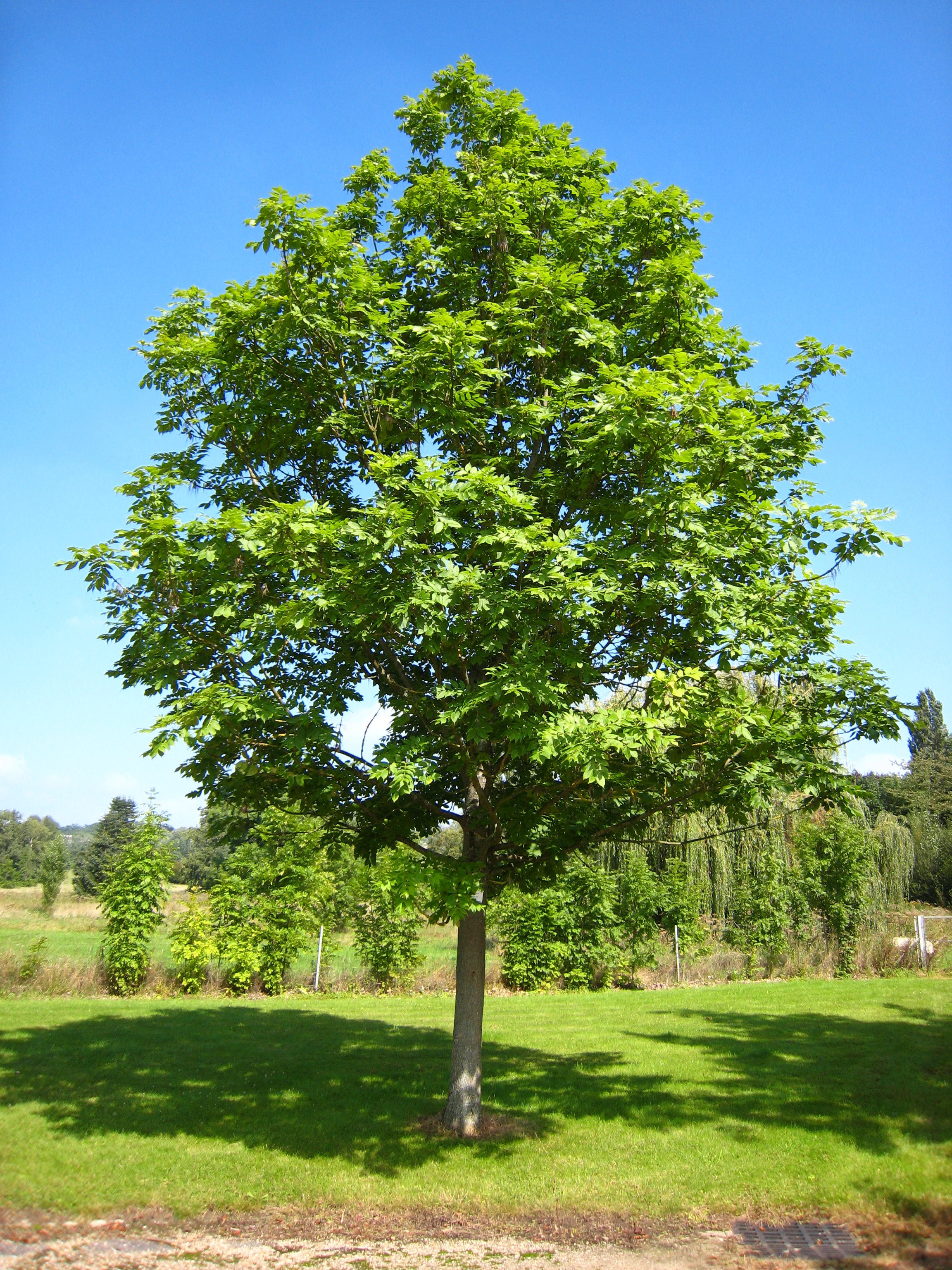
Fraxinus excelsior
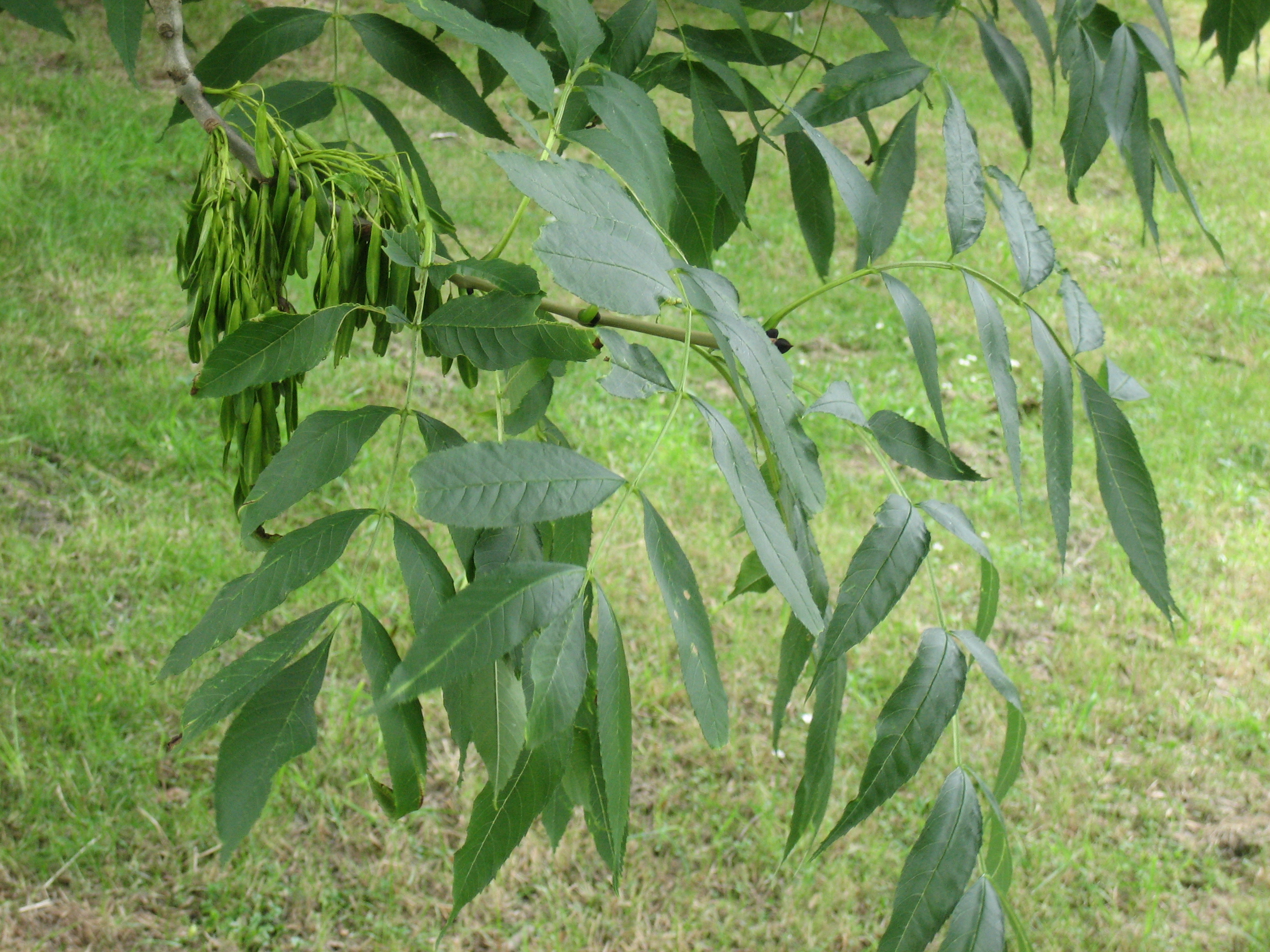
Frunze şi seminţe de Fraxinus excelsior
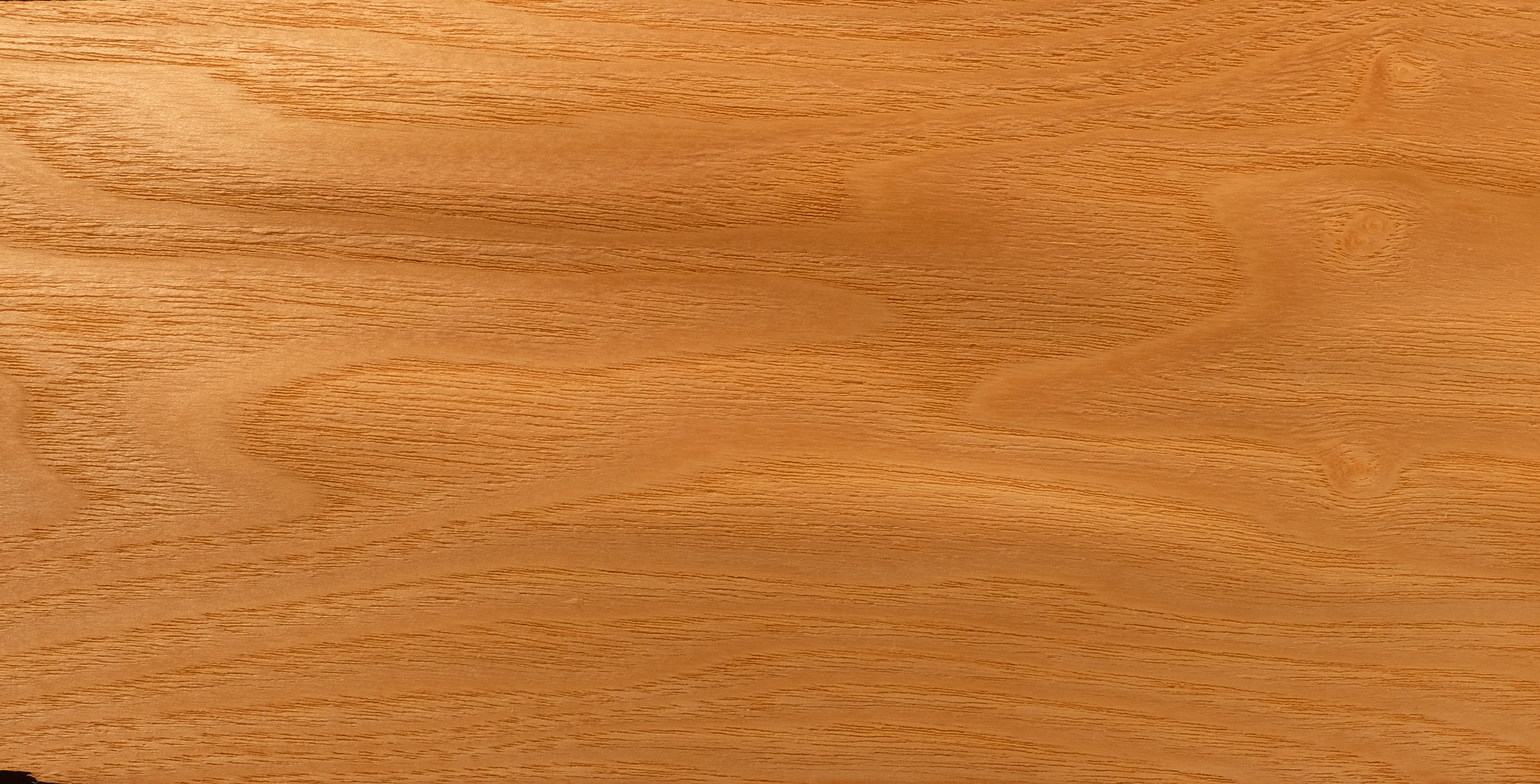
Lemn de frasin
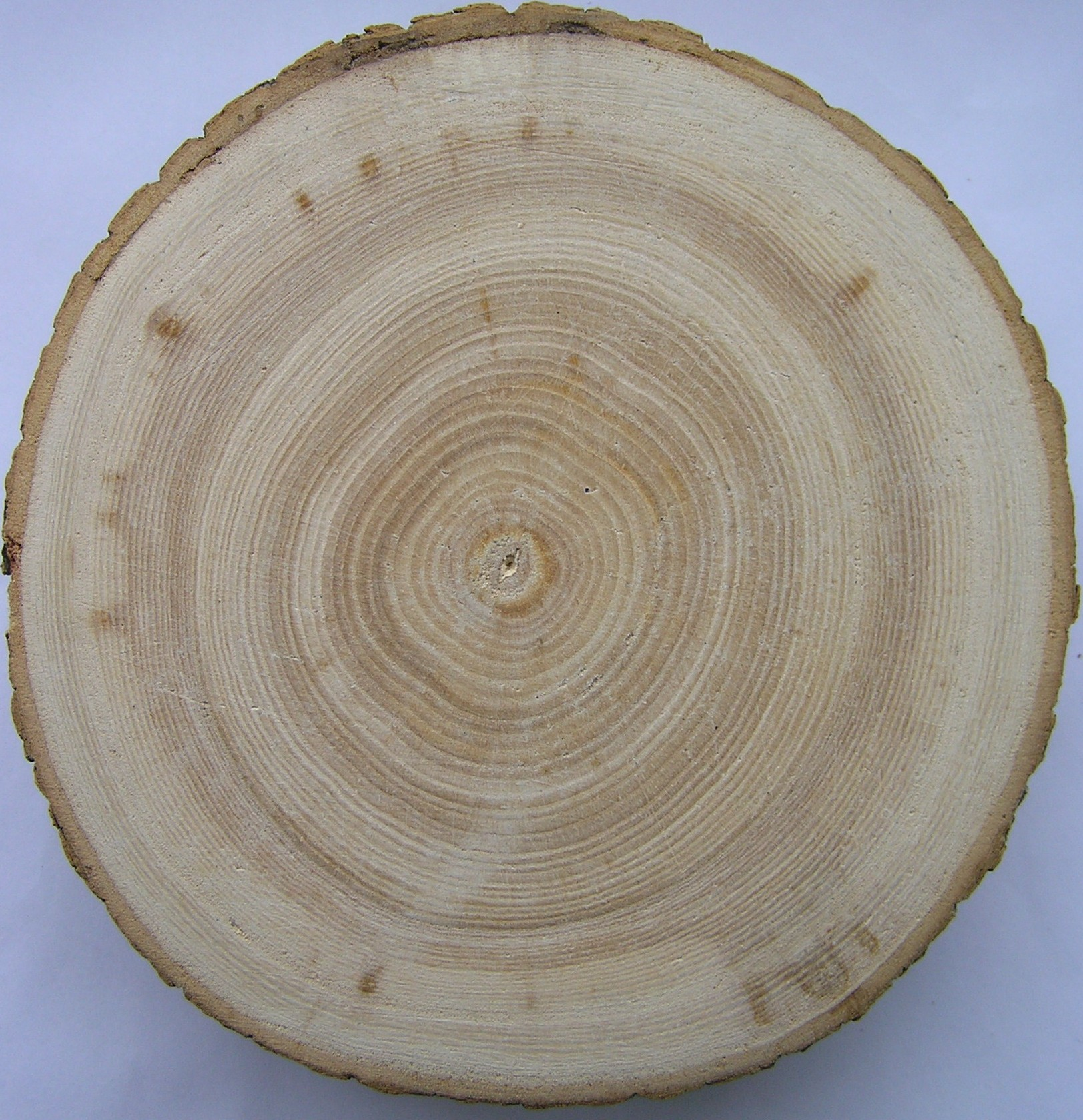
Secţiune transversală în trunchi
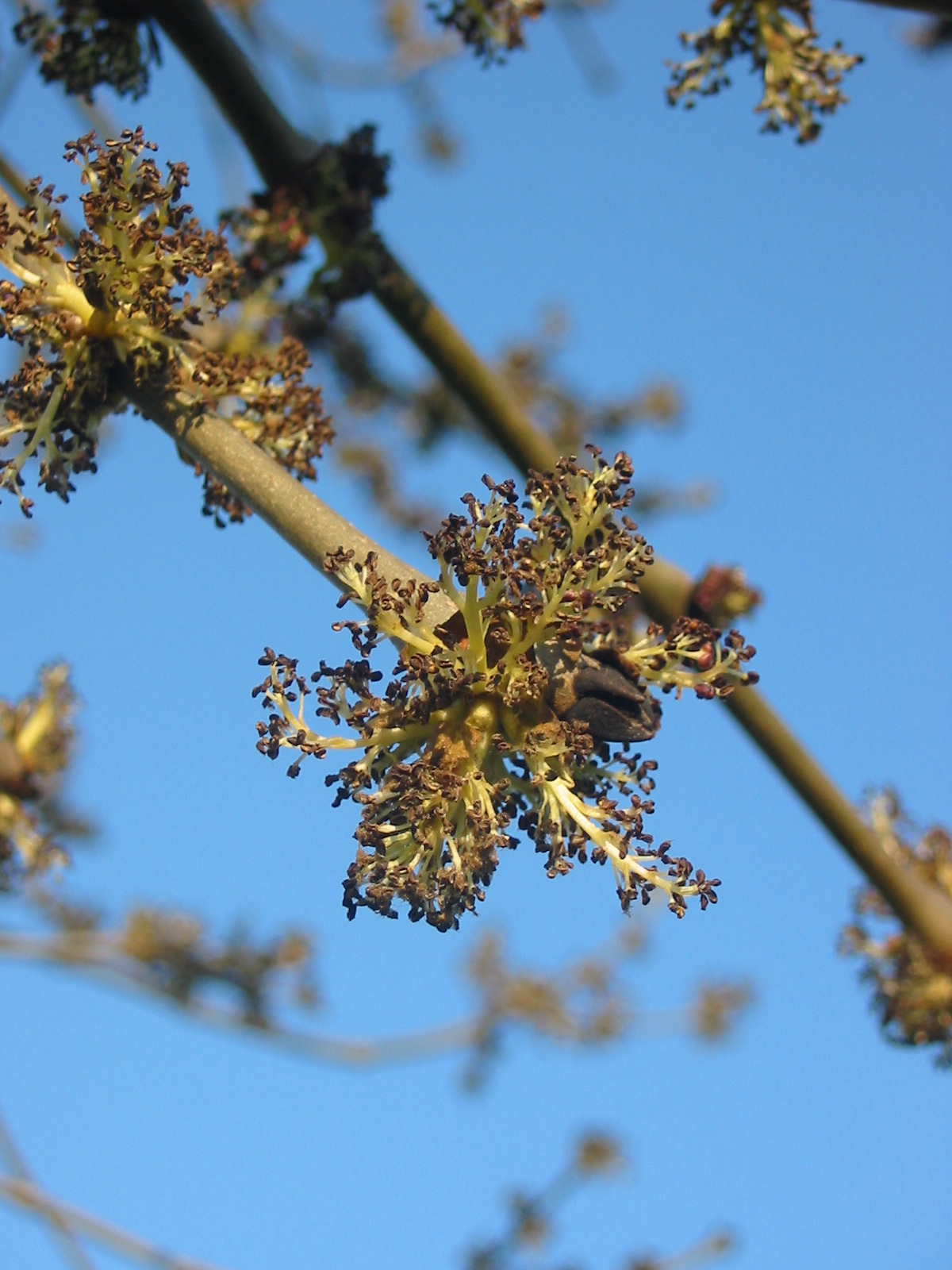
Flori de frasin
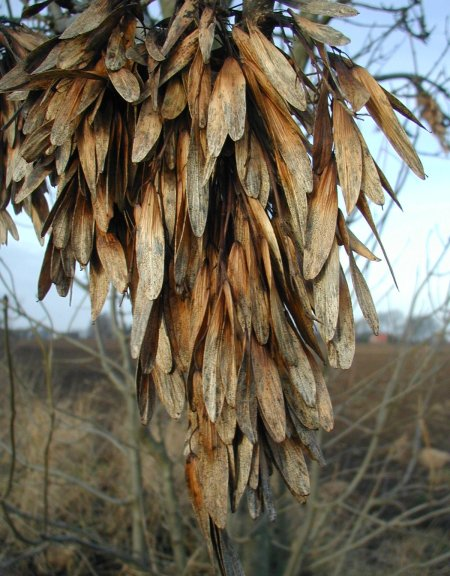
Seminţe de Fraxinus excelsior
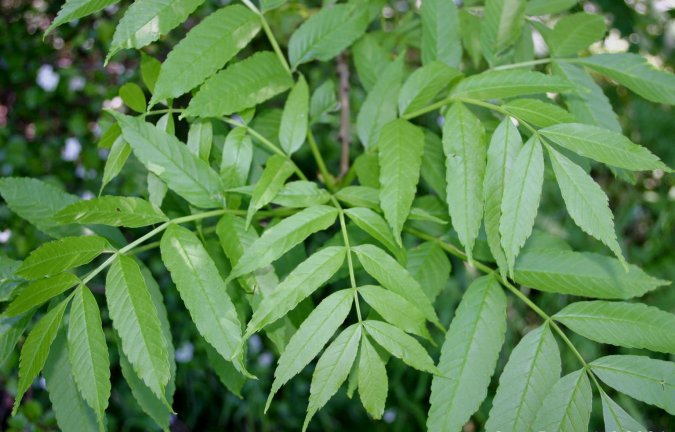
Frunze de Fraxinus excelsior